# مونيات لاهوائية وأشباهها
المونيات اللاهوائية وأشباهها (الاسم العلمي:Anaeromonada) هي شعيبة من اللجفاوات تتبع شعبة الفوق مونيات.

## التصنيف
- المونيات اللاهوائية
  - الأكسيمونيات
    - الأكسيمونات
      - الأكسيمونة